# Phare de Grímsey (Steingrimsfjörður)
Le phare de Grímsey est un phare situé à l'entrée du Steingrímsfjörður dans la région des Vestfirðir.